# رنس هاوارد
رنس هاوارد (انگلیسی: Rance Howard؛ زاده ۱۷ نوامبر ۱۹۲۸ – ۲۵ نوامبر ۲۰۱۷) بازیگر آمریکایی بود. او پدر ران هاوارد و کلینت هاوارد و پدربزرگ برایس دالاس هاوارد است. از فیلم‌هایی که او در آن بازی کرده‌است، می‌توان به جو دِرْت، پیله، پدر و مادری، کودکان ذرت ۳: برداشت شهری، گانگ هو، حومه‌نشین‌ها و دور و دورتر و مجموعه تلویزیونی خانه کوچک و استخوان‌ها اشاره کرد.